# Gretella gracilis
Gretella gracilis es una especie de mantis de la familia Mantidae. Es el único miembro del género monotípico Gretella.

## Distribución geográfica
Se encuentra en las Islas de la Sonda.